# Diecezja Cypru
Diecezja Cypru – diecezja Apostolskiego Kościoła Ormiańskiego z siedzibą w Nikozji na Cyprze.
Biskupem diecezji jest Choren Doghramadżian (2022).